# Bokrači
Bokrači este o localitate din comuna Puconci, Slovenia, cu o populație de 70 de locuitori.